# Динамия
Динамия (на гръцки: Δύναμις Φιλορώμαίος; на латински: Dynamis) е по времето на римския император Август царица на Боспорското царство през ок. 21/20 пр.н.е. – ок. 7/8 г.
Динамия е дъщеря на Фарнак II († 47 пр.н.е.) и така внучка на Митридат VI от Понт († 63 пр.н.е.) и първата му сестра-жена му Лаодика. Майка ѝ е Сарматка. Тя има два братя Дарий и Арсак. Тя е потомка на Антиох IV Епифан и Лаодика IV.
След убийството на баща ѝ тя се омъжва 47 пр.н.е. за неговия убиец Асандър († ок. 16 пр.н.е.). При въстанието на Скрибоний ок. 16 пр.н.е., който се представя за внук на Митридат VI, съпругът ѝ Асандър се самоубива чрез гладуване (на 93 години) и Динамия се омъжва през 16 пр.н.е. за Скрибоний. Той е победен от Полемон I, който така става владетел на Понт и на Боспорското царство през 14 пр.н.е. и се жени за вече около 50-годишната Динамия, след убийството на Скрибоний от неговите лични хора. През 13 пр.н.е. тя бяга при своите вярни племена в средата на царството. Там тя получава помощ от един Аспург.
Тогава около 14 пр.н.е. Полемон I се жени за Питодорида, внучка на Марк Антоний, и има с нея два сина и една дъщеря. Вероятно Динамия организира въстанията против Полемон I.
Динамия благодари чрез надпис на Август и Ливия Друзила като на нейни доброжелатели.
Динамия и Асандър имат вероятно син, Аспург († 38), който става по-късно цар на Боспорското царство.